# Johann Ladenspelder
Johann Ladenspelder ou Hans Ladenspelder (ca. 1512 - ca. 1561) est un graveur allemand.

## Biographie
Il serait né à Essen vers 1512 et mort à Cologne vers 1561 ; on sait peu de choses sur sa vie.
Il est connu pour avoir gravé vers 1550 à Cologne une copie complète de la série E des cartes du jeu de Tarot de Mantegna, l'un des jeux complets existants les plus anciens,.

## Conservation
- British Museum, Londres, Royaume-Uni[2];
- National Gallery of Art, Washington, D. C., États-Unis[3];
- Musée d'art Blanton, États-Unis[4];
- Cooper–Hewitt, Smithsonian Design Museum, New York, États-Unis[5].

Série des évangélistes
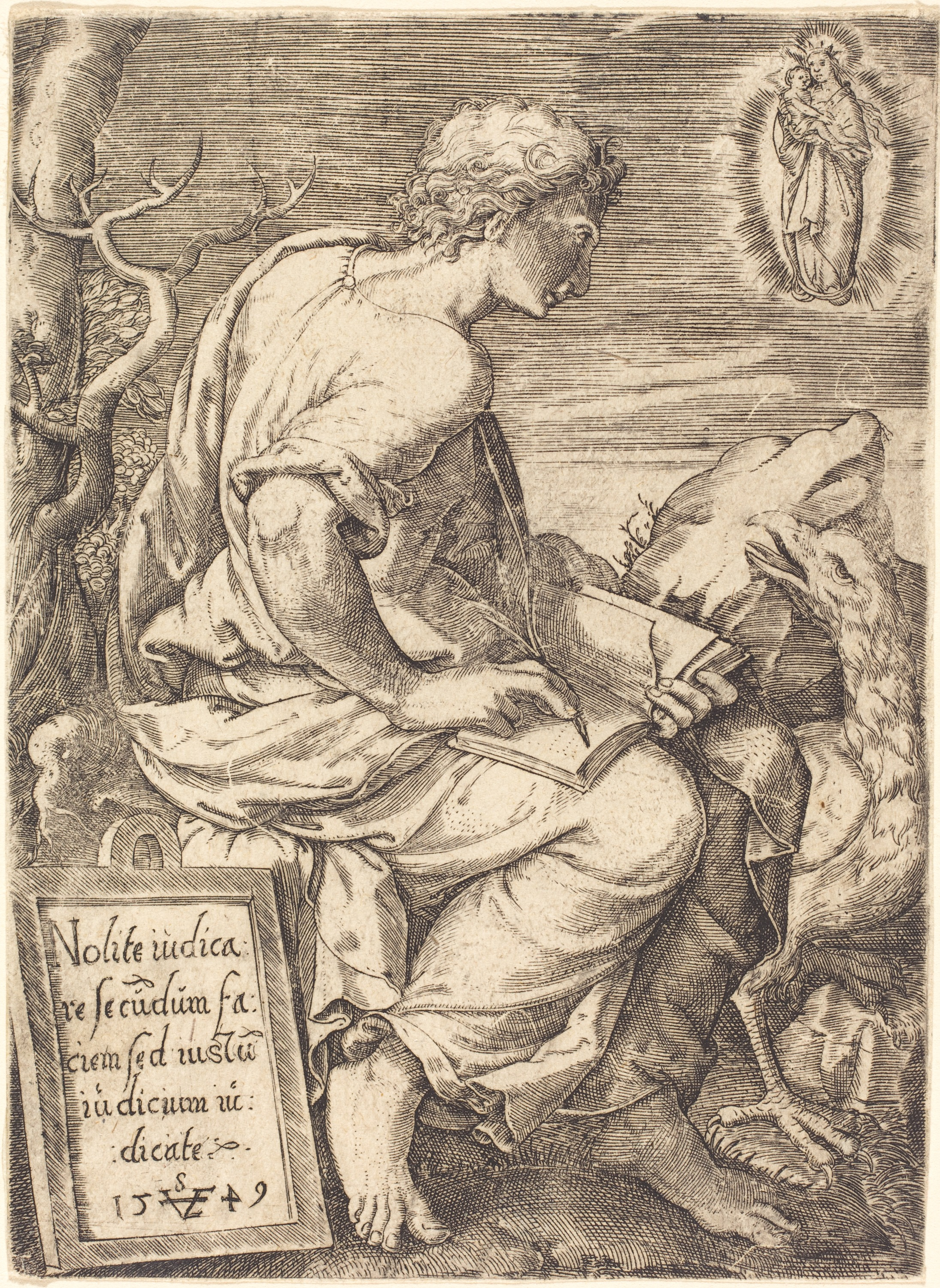
Saint Jean l'évangéliste, 1549 (National Gallery of Art, Washington, D. C.).
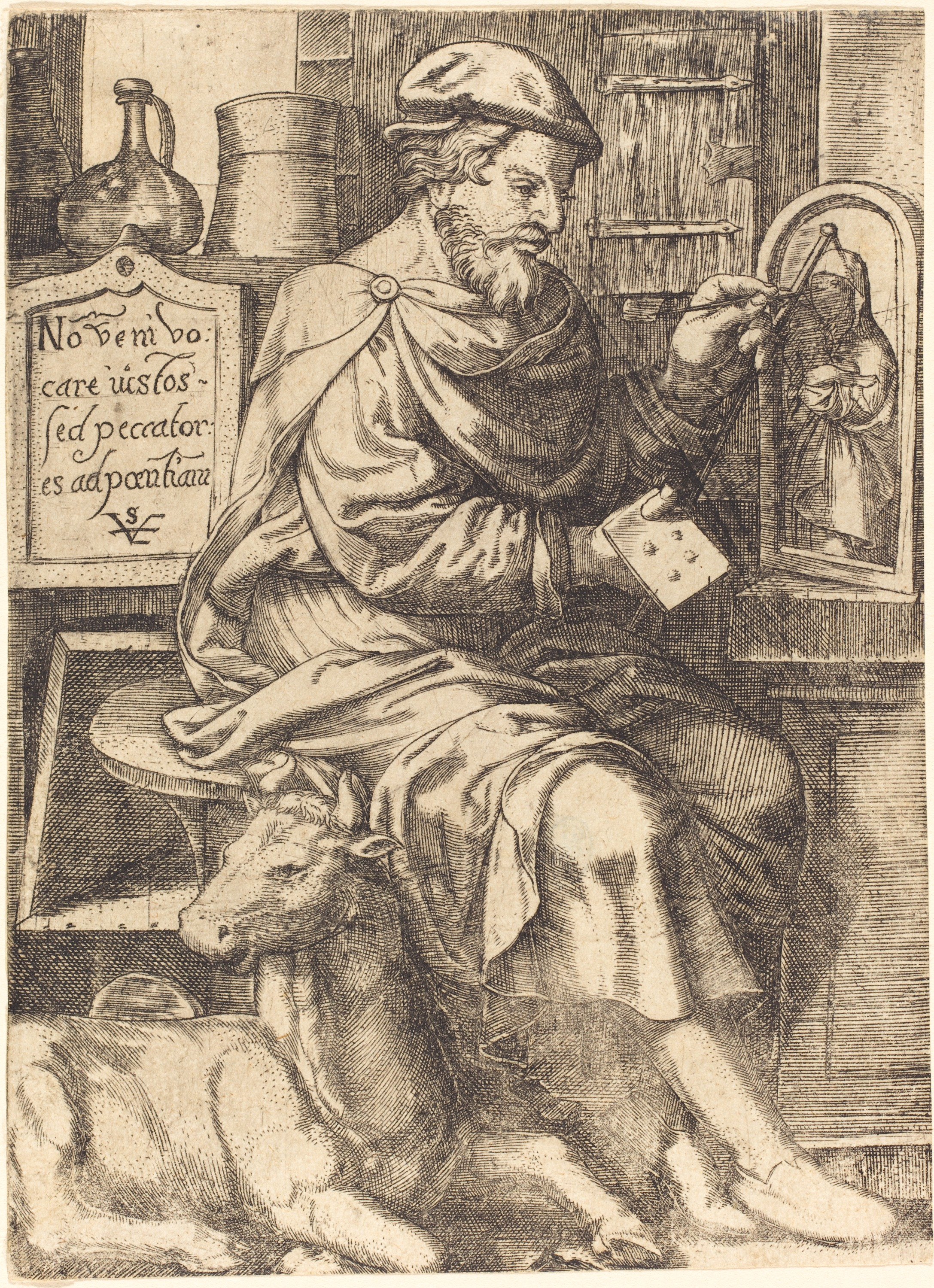
Saint Luc, vers 1549 (National Gallery of Art, Washington, D. C.).
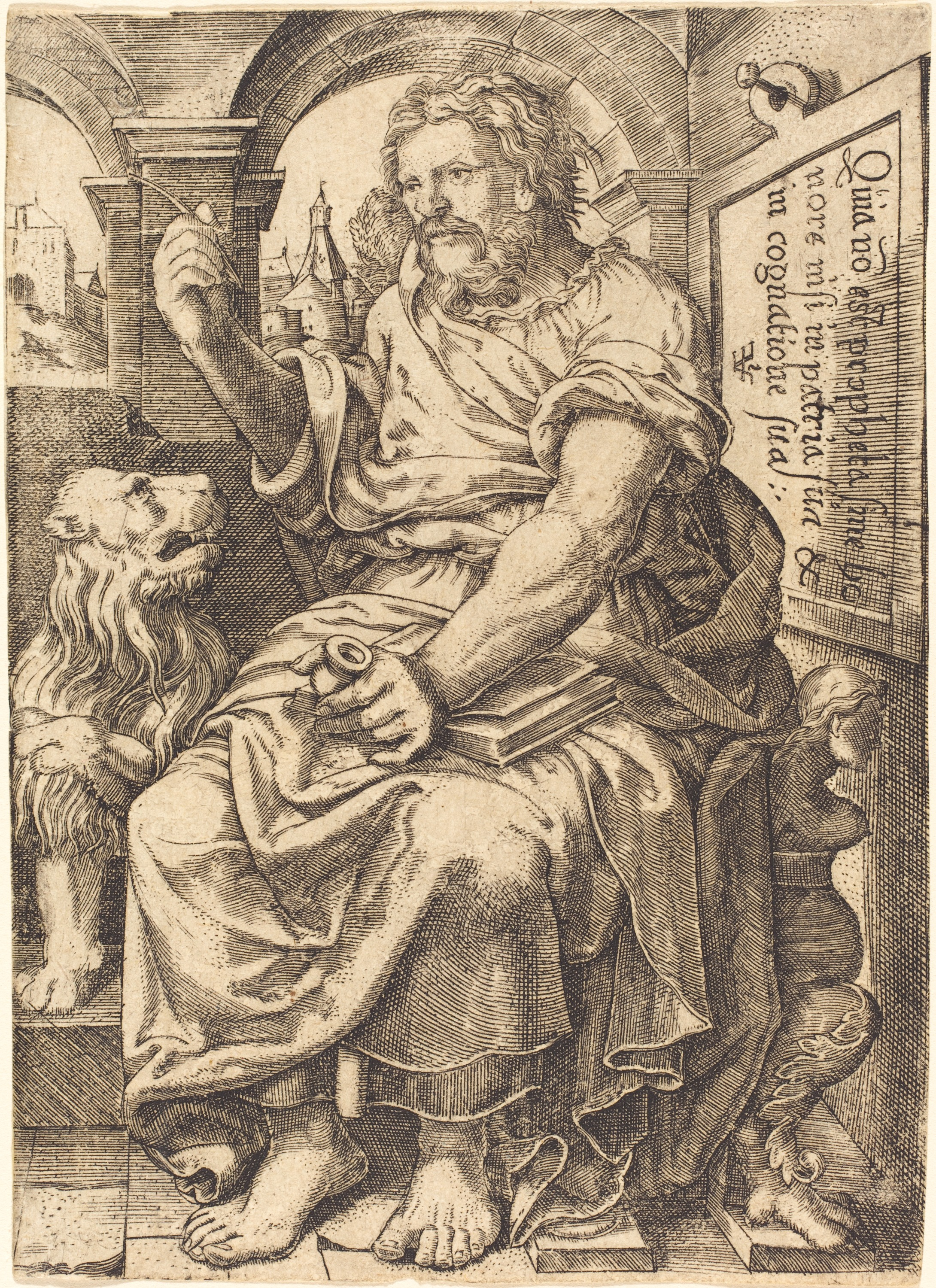
Saint Marc, vers 1549 (National Gallery of Art, Washington, D. C.).
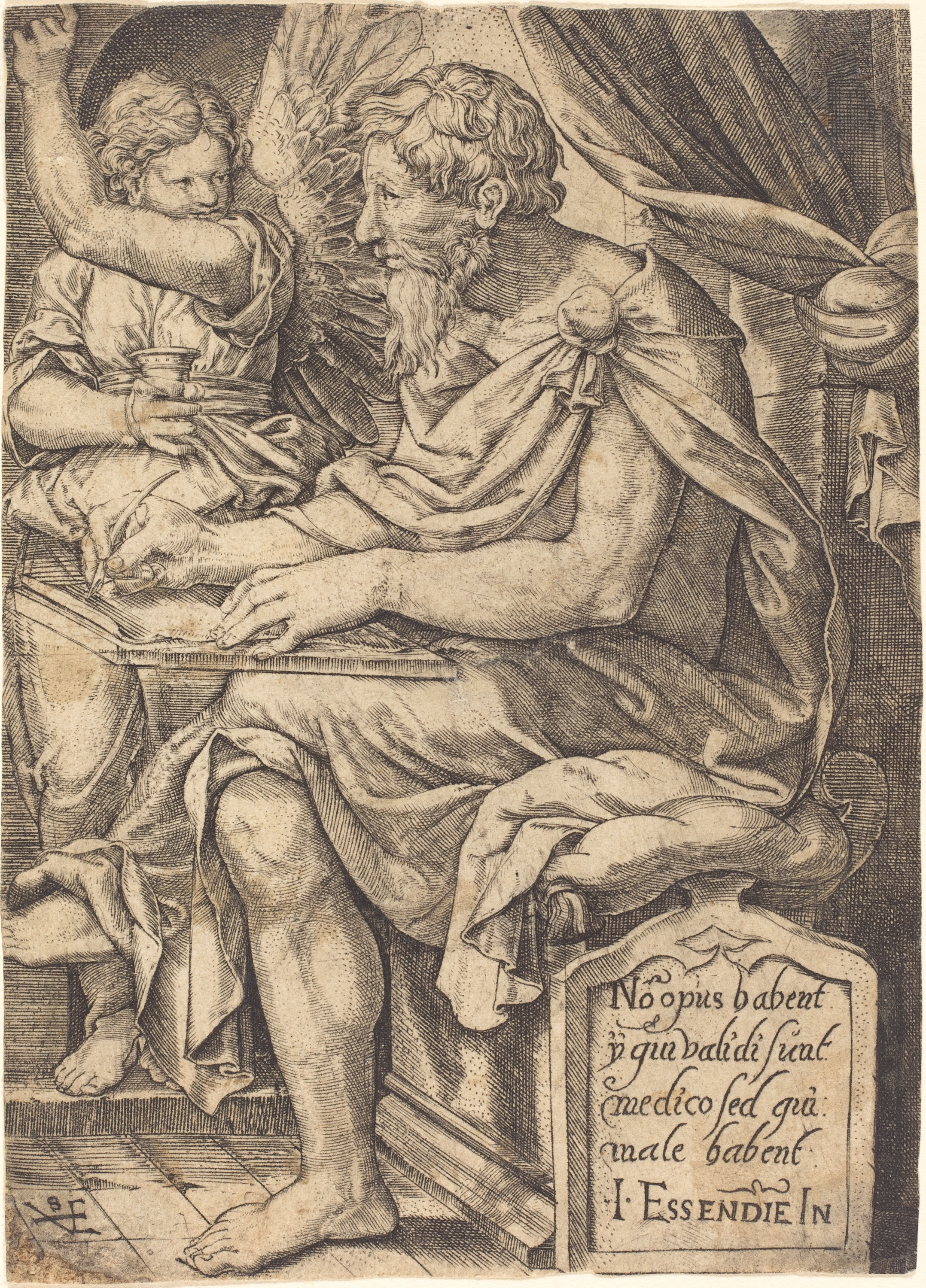
Saint Matthieu, vers 1549 (National Gallery of Art, Washington, D. C.).